# Diego Manzocchi
Diego Manzocchi (ur. 26 grudnia 1912, zm. 11 marca 1940) – włoski pilot wojskowy (sierżant), ochotnik w armii fińskiej podczas wojny zimowej 1939-1940.
Służył we włoskim lotnictwie wojskowym, dochodząc do stopnia sierżanta. Brał udział w wojnie włosko-abisyńskiej w latach 1935–1936, a następnie w wojnie domowej w Hiszpanii w latach 1936-1939. Pod koniec 1939 r. przyjechał do Finlandii, zaatakowanej przez ZSRR. Zaciągnął się ochotniczo do lotnictwa fińskiego, otrzymując stopień sierżanta sztabowego. Był jednym z najlepszych cudzoziemskich pilotów. Latał na myśliwcu Fiat G.50 w składzie Llv 26. Zginął 11 marca 1940 r. podczas lotu bojowego z lotniska w Haukkajärvi, prawdopodobnie z powodu otwartej kabiny podczas lądowania na zamarzniętym jeziorze. Został pochowany na wojskowym cmentarzu Hietaniemi w Helsinkach.